# Fortschrittliche Bürgerpartei in Liechtenstein
Die Fortschrittliche Bürgerpartei in Liechtenstein (FBP) ist eine christlich-konservative Partei im Fürstentum Liechtenstein. Sie ist neben der Vaterländischen Union die grösste Partei im Fürstentum Liechtenstein und bildet mit ihr eine Regierungskoalition in der Regierung des Fürstentums Liechtenstein.

## Geschichte
Die FBP wurde 1918 als Reaktion auf die Entstehung der christlich-sozialen Volkspartei Liechtensteins ins Leben gerufen und betrieb eine christlich-konservative bis reaktionäre Politik. Sie wurzelte in bäuerlich-gewerblichen Milieu und war im Klerus stark verankert. Sie regierte von 1928 bis 1970, von 1974 bis 1978, 1993 (Februar bis Oktober) und 2001 bis 2005 mit einer absoluten Mehrheit der Mandate (2001 gewann sie mit 49 % der abgegebenen Stimmen 13 der 25 Parlamentssitze).
In den Auseinandersetzungen (2001–2003) um eine Verfassungsänderung, die die Position von Fürst Hans-Adam II. und die direktdemokratischen Rechte der Wähler stärkte und die Position des gewählten Landtags und der Regierung schwächte, schlugen sich Parteiapparat und FBP-Mandatare auf die Seite der Befürworter. Die Bevölkerung befürwortete die Verfassungsänderung im März 2003 mehrheitlich. Bei der Landtagswahl 2005 verlor die FBP ihre absolute Mehrheit im Parlament, blieb aber stimmenstärkste Partei Liechtensteins. Zusammen mit der Vaterländischen Union (VU) bildete sie eine Koalitionsregierung.
Bei der Landtagswahl 2009 wurde die FBP von der VU als stärkste Partei abgelöst. Regierungschef Otmar Hasler erklärte daraufhin seinen Rücktritt. Nachfolger Haslers wurde der VU-Politiker Klaus Tschütscher. Bei der Landtagswahl 2013 konnte die FBP trotz Verlusten von 3,5 Prozent wieder stimmenstärkste Partei werden und stellte von 27. März 2013 bis 25. März 2021 mit Adrian Hasler den Regierungschef sowie zwei weitere Regierungsräte.
Bei der Landtagswahl 2017 verlor die FBP 4,8 % der Stimmen und bekam durch das schlechteste Ergebnis ihrer Geschichte nur noch neun der 25 Sitze zugesprochen. Sie blieb jedoch stimmenstärkste Partei im Landtag, da die Vaterländische Union nur leicht zulegen konnte und weiterhin acht Abgeordnete stellt.
Bei der Landtagswahl 2021 verzichteten Adrian Hasler (FBP) und Regierungsrat Mauro Pedrazzini (FBP) nach acht Jahren auf eine erneute Regierungskandidatur. Die FBP nominierte für die Landtagswahl am 7. Februar 2021 mit Sabine Monauni erstmals eine Frau als Regierungschefkandidatin. Als weitere Kandidaten für die Regierung nominierte die Bürgerpartei Katrin Eggenberger und Manuel Frick.
Gemäss dem Koalitionsvertrag mit der VU standen der FBP lediglich zwei Regierungssitze zur Verfügung. Da Sabine Monauni als Regierungschef-Stellvertreterin gesetzt wurde, entschied sich die Bürgerpartei für Manuel Frick. Manuel Frick war seit Anfang 2020 im Gesellschaftsministerium als Generalsekretär tätig, kannte also das Corona-Krisenmanagement bestens und war der perfekte Nachfolger von Mauro Pedrazzini. Gerade mit Blick auf die Bewältigung der Coronapandemie nach dem Regierungswechsel konnte Frick bereits breite Erfahrung mit einbringen. Entsprechend bekam Manuel Frick auch im Landesvorstand den Vorzug.
Die FBP erreichte bei der Landtagswahl 2021 35,9 Prozent der Stimmen und somit 10 Landtagsmandate. Rechnerisch wurde die FBP von rund 100 Wählern (0,6 %) mehr gewählt. Die Diskrepanz ergab sich dadurch, dass auf das aufsummierte Parteistimmenergebnis die Wähler im Oberland mit 15 Stimmen pro Wahlzettel ein höheres Gewicht hatten als die Wähler im Unterland mit 10 Stimmen pro Person. Die Wahlbeteiligung lag stabil bei 78,0 %.
Bei Landtagswahl 2025 verlor die FBP mehr als 8 % der Stimmen und kam nur noch auf 27,5 % Stimmenanteil und 7 Sitze im Landtag.

## FBP-Regierungschefs seit 1918
| Amtszeit  | Name            |
| --------- | --------------- |
| 1921–1922 | Josef Ospelt    |
| 1928–1945 | Josef Hoop      |
| 1945–1962 | Alexander Frick |
| 1962–1970 | Gerard Batliner |
| 1974–1978 | Walter Kieber   |
| 1993–1993 | Markus Büchel   |
| 2001–2009 | Otmar Hasler    |
| 2013–2021 | Adrian Hasler   |

## FBP-Parteipräsidenten seit 1918
| Amtszeit  | Name                                 |
| --------- | ------------------------------------ |
| 1918–19?? | Franz Verling                        |
| 19??–19?? | Bernhard Risch                       |
| 19??–19?? | Ludwig Marxer                        |
| 19??–19?? | Ferdinand Risch                      |
| 19??–1945 | Alfons Kranz                         |
| 1945–1970 | Richard Meier                        |
| 1970–1982 | Peter Marxer                         |
| 1982–1986 | Herbert Batliner                     |
| 1986–1987 | Josef Biedermann (Interimspräsident) |
| 1987–1992 | Emanuel Vogt                         |
| 1992–1993 | Hansjörg Marxer                      |
| 1993–1995 | Otmar Hasler                         |
| 1994–1997 | Norbert Seeger                       |
| 1997–2001 | Ernst Walch                          |
| 2001–2005 | Johannes Matt                        |
| 2005–2009 | Marcus Vogt                          |
| 2009–2013 | Alexander Batliner                   |
| 2013–2015 | Elfried Hasler (Interimspräsident)   |
| 2015–2019 | Thomas Banzer                        |
| 2019–2021 | Marcus Vogt                          |
| 2021–2023 | Rainer Gopp                          |
| 2023–2024 | Daniel Oehry                         |
| 2024–     | Alexander Batliner                   |

## Zeitung

Logo des Liechtensteiner Volksblatt

Das Liechtensteiner Volksblatt wurde 1878 gegründet und stand bis zu seiner Einstellung im März 2023 in einem „Naheverhältnis“ zur FBP. Das Volksblatt war die älteste und nach dem Liechtensteiner Vaterland die zweitgrösste Zeitung in Liechtenstein.

## Innere Struktur
Der Parteipräsident hat den Vorsitz über die Partei. Dieser wird auf einer jährlichen Generalversammlung gewählt. Die beiden Vizepräsidenten sind den zwei Wahlkreisen zugeteilt, dem Wahlkreis Oberland und dem Wahlkreis Unterland. Der Fraktionssprecher vertritt die Partei gegen aussen.
Die FBP hat drei Sektionen:
- Junge FBP: Die Junge FBP nimmt die Anliegen der jungen Generation wahr und stellt ein Zusammenschluss jugendlicher Mitglieder der FBP dar.
- Frauen in der FBP: Dieser Verband vertritt die Interessen der weiblichen Parteimitglieder.
- Senioren in der FBP: Diese Sektion besteht aus den Seniorengruppen der einzelnen Ortsgruppen und vertritt die Anliegen von diesen.[3]

### Gremien
Die FBP wird von vier Gremien geleitet:
- Das höchste Gremium bildet der Parteitag. In diesem werden beispielsweise die Richtlinien zur Politik der FBP verabschiedet und die Kandidaten für Landtag und Regierung nominiert. Er setzt sich aus den Mitgliedern der Fortschrittlichen Bürgerpartei zusammen. Der ordentliche Parteitag findet in der Regel jährlich statt.
- Das zweithöchste Gremium bildet der Landesvorstand. Dieser besteht aus den Präsidiumsmitgliedern, den Landtags- und Regierungsmitgliedern, den Gemeindevorstehern, den Ortsgruppenvorsitzenden, den Ehrenmitgliedern sowie aus weiteren Parteiangehörigen, die vom Präsidium aufgenommen wurden. Ihm steht unter anderem die Beschlussfassung über politische und organisatorische Fragen von grosser Tragweite vorbehaltlich der Zuständigkeit des Parteitages oder das Verfassen von Abstimmungsempfehlungen zu.
- Die Ortsgruppenkonferenz koordiniert die Parteiarbeit auf Landes- und Gemeindeebene und stellt die Kommunikation mit den Parteiorganen auf Landesebene sicher.
- Das Parteipräsidium stellt die Exekutive der Partei dar, leitet diese und vertritt sie nach aussen.[3]

## Positionen
Die FBP sieht sich als „wertekonservative Mitte-Rechts-Partei“. Sie steht ausdrücklich hinter der dualistischen Staatsform, die auf den gleichwertigen Souveränen Fürst und Volk basiert. Sie setzt sich für eine Politik der sozialen Marktwirtschaft ein. Die Partei richtet sich nach christlichen Werten und zielt auf einen schlanken, aber leistungsfähigen Staat ab, als Basis für effizientes und effektives staatliches Handeln.